# Pseudaphelia paleacea
Pseudaphelia paleacea är en fjärilsart som beskrevs av Herrich-Schäffer 1855. Pseudaphelia paleacea ingår i släktet Pseudaphelia och familjen påfågelsspinnare. Inga underarter finns listade i Catalogue of Life.